# Третиноин
Третиноин — ретиноид, форма витамина A в виде карбоновой кислоты, также известен как полностью транс-ретиноевая кислота, или ATRA. Это ретиноид первого поколения, обычно используемый для лечения угрей и фолликулярного кератоза. Продается в виде кремов или гелей (под торговыми марками Aberela, Airol, Renova, Atralin, Retin-A, Avita, Retacnyl, Refissa, ReTrieve, Tritin и Stieva-A). Наиболее распространенные концентрации — 0,025 %, 0,05 % и 0,1 %. Третиноин также используется для лечения острого промиелоцитарного лейкоза (APL), например как препарат Vesanoid от Roche, также доступного в качестве дженерика.
Третиноин, как и другие ретиноиды, применяется для борьбы с возрастным старением и фотостарением кожи.

## Физические свойства
Температура плавления 180°C.

## Биологическое действие
В цитоплазме третиноин взаимодействует с цитоплазматическими рецепторами клетки, которые включают клеточные белки связывания ретиноевой кислоты (англ. Cellular Retinoic Acid Binding Protein, CRABP) типов I и II и клеточный белок связывания ретинола англ. cellular retinol binding protein). В клеточном ядре третиноин и его аналоги активируют три ядерных рецептора ретиноидной кислоты (англ. Retinoic Acid Receptor, RAR): RAR-α, RAR-β и RAR-γ, которые влияют на транскрипцию ДНК. Эти рецепторы входят в суперсемейство факторов транскрипции ДНК, которое также включает рецепторы стероидных и тиреоидных гормонов и рецепторы витамина D. Благодаря существованию рецепторов RAR третиноин был причислен к гормонам.
В клетках человеческой кожи присутствует также три рецептора-партнёра для рецепторов RAR — ретиноидные X-рецепторы retinoid X receptors (RXR), чувствительные к 9-цис-ретиноевой кислоте. RAR и RXR образуют гомодимеры и гетеродимеры. Рецепторы RAR и RXR представляют собой компоненты механизма восстановления повреждённой ультрафиолетовым излучением кожи. При этом доли RAR-γ и RXR-α в эпидермисе составляют 90 % всех RAR и RXR рецепторов соответственно.
Гетеродимер RAR-γ и RXR-α связывается со специфическими элементами ДНК, известными как элементы ответа на ретиноевую кислоту (Retinoic Acid Response Elements, RARE) в промоторной области генов и тем самым регулируют транскрипционную активность этого реагирующего на третиноин гена (то, что RXR-α реагирует на 9-цис-ретиноевую кислоту, не играет роли при наличии третиноина, но эта часть димера нужна для работы биохимического механизма).
Благодаря регуляторному действию третиноина на транскрипционную активность ДНК он работает в качестве агента для восстановления как повреждённой ультрафиолетом, так и возрастной кожи. Под его воздействием утолщается эпидермис, укрепляется наружный слой ороговевших клеток и производится биосинтез и распределение глюкозоаминогликанов.

## Третиноин крем
Третиноин наиболее часто используется для лечения акне. Это первый ретиноид, разработанный специально для такого использования. Третиноин является наиболее изученным ретиноидом, используемым для лечения фотостарения. Иногда он используется в качестве средства против выпадения волос и входит в состав многих коммерческих продуктов для замедления старения кожи и избавления от морщин. Третиноин также используется для лечения и уменьшения появления растяжек за счет увеличения производства коллагена в коже. Третиноин под маркой Vesanoid используется для лечения, по меньшей мере, одной из форм рака (острый промиелоцитарный лейкоз, называемый также острый миелоидный лейкоз подтипа М3), как правило, совместно с другими лекарственными препаратами, вызывая дифференцировку незрелых промиелоцитов (то есть их превращение в зрелые промиелоциты). Лейкемия связана с развитием высоко пролиферативных незрелых клеток; ретиноевая кислота обеспечивает функциональное развитие этих клеток, что, в результате, помогает бороться с этой болезнью. Препарат обычно принимают в течение 15 дней каждые три месяца в дозе около 8-10 10 мг капсул в день.

## Клиническая фармакология
Успешное лечение Третиноином острого промиелоцитарного лейкоза (APL) является прорывом в лечении APL, поскольку большинство случаев APL связано с хромосомной транслокацией хромосом 15 и 17, что приводит к генетическому слиянию гена рецептора ретиноевой кислоты (RAR) с геном промиелоцитарного лейкоза (PML). Белок PML-RAR отвечает за предотвращение дифференцировки незрелых миелоидных клеток в более зрелые клетки. Такая дифференцировка, как полагают, вызывает развитие лейкемии. ATRA действует на PML-RAR, устраняя возможность такой дифференцировки, в результате чего незрелые промиелоциты дифференцируются в нормальные зрелые клетки крови, и таким образом, уменьшается количество промиелоцитов.

### Использование при лейкозе
У пациентов с острой промиелоцитарной лейкемией может возникать осложнение — синдром ретиноевой кислоты. Это заболевание связано с развитием диспноэ, лихорадки, увеличением веса, периферическим отеком и лечится дексаметазоном. Этиология синдрома ретиноевой кислоты связана с синдромом повышенной проницаемости капилляров в результате высвобождения цитокинов из дифференцирующих промиелоцитов.

### Использование в дерматологии
Начиная с его открытия и изучения свойств, третиноин применяется дерматологами для лечения фотостарения кожи. Повреждённая ультрафиолетом кожа под воздействием третионоина частично или полностью восстанавливается до здоровой.
С 1980-х третиноин применяется в качестве средства для замедления старения кожи, как востанавливающий функции кожи препарат.

## Побочные эффекты третиноина
При использовании третиноина на пораженных участках кожи могут наблюдаться сухость или повышенная чувствительность к солнечному свету. У более чувствительных пациентов могут также проявляться такие побочные эффекты, как покраснение, шелушение, зуд и жжение кожи. Лучше всего использовать третиноин, постепенное увеличивая частоту и количество принимаемого вещества, так как это будет способствовать адекватному приспособлению кожи к препарату. При прохождении курса лечения пациентам необходимо соблюдать осторожность и следовать рекомендациям своего врача. При приеме этого продукта может наблюдаться повышение риска солнечных ожогов; при его приеме следует соблюдать осторожность (загорать в тени, использовать солнцезащитный крем и т. д.), чтобы защитить обработанную им кожу от чрезмерного ультрафиолетового излучения.

## Тератогенность
Вещество является тератогеном, то есть может вызывать врожденные дефекты. Испытания показали увеличение частоты аномалий черепа у плода крыс. Беременные женщины или женщины, которые могут или хотят забеременеть, должны избегать любого использования препарата. Его тератогенный эффект вызван влиянием экзогенной ретиноевой кислоты на сигнализацию эндогенной ретиноевой кислоты, которая играет важную роль в формировании развивающегося эмбриона. Однако риски использования третиноина для плода ограничены.

## Использования в исследованиях
В исследовании, опубликованном в Европейском журнале респираторных заболеваний в 2002 году, было высказано предложение, что третиноин может ликвидировать последствия эмфиземы у мышей, возвращая эластичность (и регенерацию легочной ткани через посредничество гена) в альвеолы. Исследователи предположили, что тренионин может оказаться перспективным средством для лечения эмфиземы у человека. Тем не менее, в ходе последующего исследования 2006 года были обнаружены убедительные результаты («не окончательная клиническая польза») витамина A (ретиноевой кислоты) в лечении эмфиземы у людей. Для того, чтобы сделать окончательные выводы, необходимо провести дальнейшие исследования на этот счет.

## Доступность
Третиноин является ретиноидом — веществам, структурно близким к витамину A.
Третиноин является естественным метаболитом ретинола. При приеме внутрь подавляет дифференциацию и рост клона изменённых клеток крови, включая миелолейкозные клетки человека. Механизм действия при остром промиелоцитарном лейкозе, вероятно, обусловлен повреждениями, вызванными связью третиноина с ядерными рецепторами ретиноевой кислоты. При наружном применении усиливает пролиферацию клеток в сосочковом слое кожи, снижает адгезию клеток, участвующих в образовании вульгарных угрей. При обработке открытых угрей способствует выравниванию поверхности кожи без признаков воспаления. При обработке закрытых угрей способствует их переходу в открытые угри или папулы, которые затем заживают без рубцевания после удаления кератиновой пробки. Предотвращает образование новых угрей. Отпускается по рецепту.